# Questlove
Questlove, właśc. Ahmir Khalib Thompson (ur. 20 stycznia 1971 w Filadelfii w stanie Pensylwania) – afroamerykański DJ i producent muzyczny, współzałożyciel i perkusista hip-hopowej grupy The Roots. Produkował dla artystów, takich jak Common, Erykah Badu, Jay-Z, Zack de la Rocha, John Legend i D’Angelo. Należy do grup producenckich: Soulquarians, The Randy Watson Experience, The Soultronics i The Grand Wizzards (wcześniej Grand Negaz). Założyciel Okayplayer. Twórca filmu muzycznego Summer of Soul (2021), nagrodzonego Oscarem za najlepszy pełnometrażowy film dokumentalny.
Ma ponad 2,5 mln followersów na Twitterze.

## Życiorys
Urodził się w 1971 w Filadelfii. Jego ojcem był piosenkarz Lee Andrews z grającej doo wop grupy Lee Andrews & The Hearts, a matka (Jacqueline) była modelką i tancerką. Ich utwór „Are You Looking?” (nagrany wspólnie z ciotką Ahmira jako Congress Alley) został wykorzystany przez Dr. Dre w jego utworze „Nuthin’ but a „G” Thang”.
W Philadelphia High School for the Creative and Performing Arts poznał Tariqa Trottera, z którym w 1987 założył The Square Roots.
Jest dyrektorem muzycznym programu „Late Night With Jimmy Fallon”, w którym The Roots występują jako house band. Regularnie występuje w klubach jako DJ. Jego kolekcja winyli obejmuje ok. 70 tys. egzemplarzy.

## Wygląd
Jest znany ze swojego charakterystycznego wyglądu – według własnych zapewnień ma 6 stóp i 2 cale (188 cm) wzrostu oraz waży ponad 300 funtów (130 kg). Nosi duże afro, a w nim zawsze rodzaj grzebienia – tzw. hair pick, których posiada ok. 2-3 tysięcy. W jednym z wywiadów twierdzi, że nie ścinał włosów od 2 czerwca 1989.

## Poglądy polityczne
Deklaruje się jako lewicowy Demokrata. W 2011 roku wywołał skandal, kiedy zaakompaniował wejście kontrowersyjnej Republikanki Michele Bachmann na scenę programu „Late Night With Jimmy Fallon” utworem „Lyin' Ass Bitch” grupy Fishbone.

## Autobiografia
W czerwcu 2013 roku ukazała się jego autobiografia, napisana wspólnie z Benem Greenmanem – Mo' Meta Blues: The World According to Questlove. Książka została bardzo pozytywnie przyjęta przez krytyków. Tytuł książki jest modyfikacją tytułu filmu Mo' Better Blues Spike’a Lee z 1990 roku.

## Dyskografia
- The Philadelphia Experiment (z Uri Caine'em i Christianem McBride'em, Ropeadope Records, 2001)

## Filmografia
- Wykiwani (2000)
- Brooklyn Babylon (2001)
- Brown Sugar (2002)
- Dave Chappelle’s Block Party (2006)
- In the Woods (2013)